# Adrian (Georgia)
Adrian è una città degli Stati Uniti d'America, situata in Georgia, divisa tra la Contea di Johnson e la Contea di Emanuel.